# 伊塔图巴
伊塔图巴是巴西帕拉伊巴州的一个市镇。总面积244.205平方公里，总人口9546人，人口密度39.1人/平方公里。